# Rîm-Sîn II
Rîm-Sîn II fut roi de Larsa de 1741 av. J.-C. à  1736 av. J.-C. Il monta sur le trône à la faveur de la révolte de plusieurs villes de Sumer déclenchée en 1741 av. J.-C. Il trouva la mort dans son palais lors de l'écrasement de la révolte en 1738-1736 av. J.-C.